# Liste der geschützten Landschaftsbestandteile im Landkreis Passau
Im Landkreis Passau gab es im Februar 2023 einen ausgewiesenen geschützten Landschaftsbestandteil.

## Geschützte Landschaftsbestandteile
| Blumenaue am Erlensitz bei Afham               | BW | LB-00511 | Bad Griesbach i.Rottal | ⊙ | 1,81 |  |
| Legende für Geschützter Landschaftsbestandteil |    |          |                        |   |      |  |